# De Havilland Gipsy Twelve
de Havilland Gipsy Twelve (в Королевских ВВС также Gipsy King) — британский двенадцатицилиндровый V-образный двигатель воздушного охлаждения, разработанный во второй половине 1930-х годов de Havilland Engine Company на основе 6-цилиндрового Gipsy Six (200 л.с.), в свою очередь являющегося развитием 4-цилиндрового Gipsy Major.
Всего было выпущено 95 экземпляров двигателя.

## Применение
Великобритания
- de Havilland DH.91 Albatross
- de Havilland DH.93 Don

## Двигатель в экспозициях музеев
- Музей авиации de Havilland
- Музей науки, Лондон.